# Volta a Espanha de 2007
A 62ª edição da Vuelta foi realizada no período de 1 de setembro a 23 de Setembro de 2007 entre as localidades de Vigo e Madrid.